# Rhizopus oligosporus
Rhizopus oligosporus es un hongo de la familia Mucoraceae, ampliamente usado como fermento (cultivo arrancador) para la producción casera de tempeh. Las esporas producen un micelio blanquecino, esponjoso, uniendo a los granos de soja y creando una "torta" comestible de granos de soja parcialmente fermentados. Las cepas de Rhizopus oligosporus tienen un diámetro grande (hasta 43 um) y esporas irregulares con tamaños más variables. 
Rhizopus oligosporus produce un antibiótico inhibidor de bacterias gram-positivas, incluyendo a la potencialmente dañina Staphylococcus aureus y a la benéfica Bacillus subtilis (presente en nattō), aún después de que el Rhizopus se consuma. Esto soporta la evidencia anecdótica que los consumidores de tempeh regulares tienen menos infecciones intestinales.
Rhizopus oligosporus es propiamente llamado Rhizopus microsporus var. oligosporus.